# Dictadura de Terra

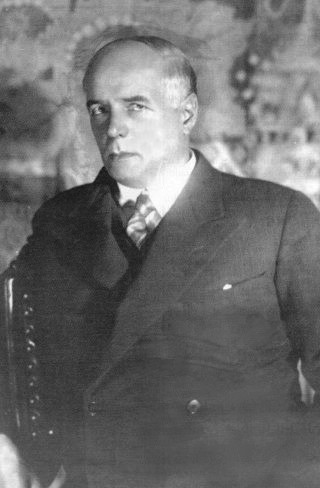
Gabriel Terra el 1913.

S'anomena dictadura de Terra a un període històric de l'Uruguai, el qual comença amb el cop d'Estat donat pel llavors president Gabriel Terra Leivas, el 31 de març de 1933, des del Cos de Bombers i amb només el suport de la policia, dirigida pel seu cunyat Alfredo Baldomir Ferrari.
Aquell dia el president Terra va dissoldre les cambres legislatives i va cessar en els seus càrrecs als integrants del Consell Nacional d'Administració. El cop va ser el resultat d'un enfrontament entre els conservadors catòlics (similar als falangistes espanyols) i els liberals ateus, més que entre partits polítics.
Essent Gabriel Terra un batllista, i com a tal ateista i liberal, va passar al bàndol conservador després del casament per l'Església Catòlica de la seva germana amb Alfredo Baldomir, futur president i el seu successor al poder. El mateix 31 de març van començar les persecucions i detencions polítiques, i va acabar tràgicament amb el suïcidi de l'expresident i conseller de la República, Baltasar Brum Rodríguez, qui d'aquesta manera va marcar la seva protesta pel trencament institucional.

## Presidència de Terra
Durant els anys 1934 i 1935 hi va haver molts moments de tensió política, amb intents de revolució que van fracassar, com l'acció nacionalista a Paso de Morlán, el 28 de febrer de 1935, la qual va ser ràpidament reprimida per les forces policials.
Van ser detinguts, empresonats o van perdre els seus llocs públics aquells professionals universitaris que no signessin una carta d'adhesió expressa al règim de Terra. Molts van haver de fugir a l'Argentina per no ser capturats i internats a l'illa de Flores. Una altra víctima de la dictadura de Terra va ser el doctor Julio César Grauert qui, balejat per la policia en tornar d'un acte polític, el 26 d'octubre de 1933, va ser deixat sense atenció mèdica i va morir de gangrena.

### Relació amb els Estats Units i Europa

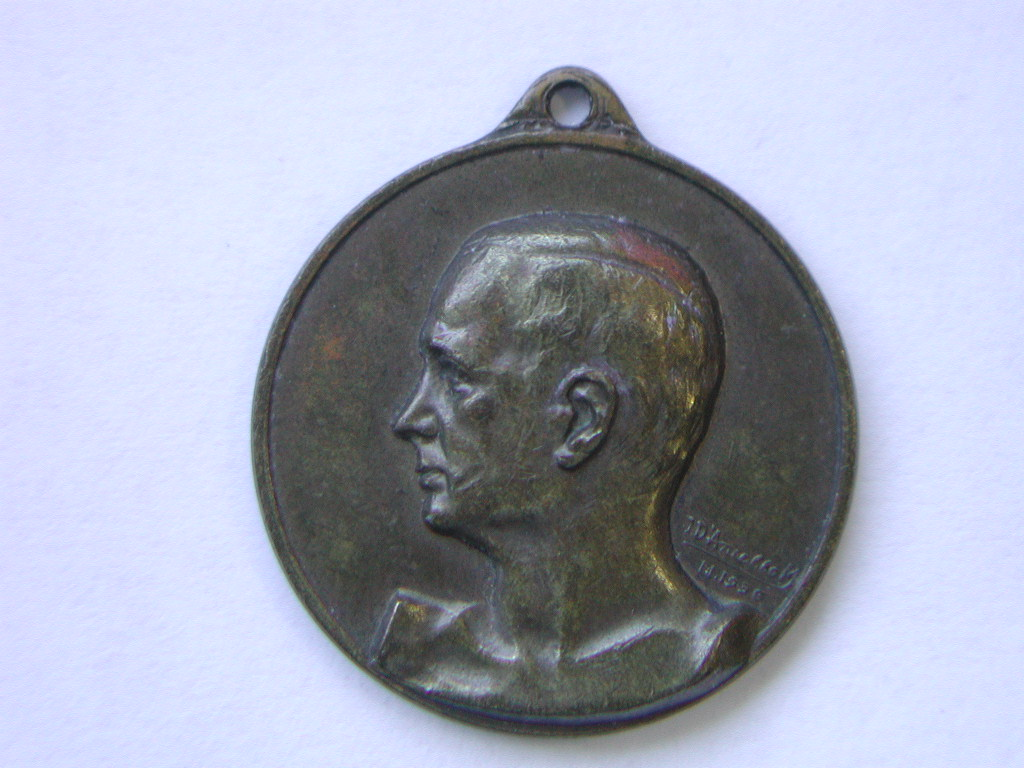
Perfil de Gabriel Terra en una medalla commemorativa de 1937.

La política exterior de la dictadura de Terra va ser d'alineació amb els Estats Units i Anglaterra en els primers anys. Roosevelt va visitar l'Uruguai el 1936. El 1935 va pactar el pagament del deute amb Anglaterra i la compra de carbó. El pagament es va realitzar en espècies, sobretot carn condensada i enllaunada coneguda com a corned beef.
Terra va trencar relacions amb l'URSS el 1935 i amb Espanya, per adherir-se a la causa falangista espanyola. Al mateix temps va establir estrets vincles amb la Itàlia de Benito Mussolini i l'Alemanya nazi de Hitler, de qui va obtenir fons per a la construcció de la presa de Rincón del Bonete.

### Reforma constitucional
Gabriel Terra va reformar la Constitució el 1934, i el 27 de març de 1938 van tenir lloc les eleccions nacionals, a les quals no es van presentar el Nacionalisme Independent ni el batllisme. Alfredo Baldomir va aconseguir sense més problemes la majoria dels vots emesos i es va convertir en president de la República el 19 de juliol de 1938.